# تيموثاوس الثالث سالوفاكيولوس
كان تيموثاوس الثالث (توفي عام 481) ، المسمى سالوفاكيولوس ("قبعة متذبذبة") ، بطريرك الإسكندرية للروم الأرثوذكس من 460 حتى 475 ومرة أخرى من عام 477 حتى وفاته. كان من أنصار مجمع خلقيدونية ومعارض لاصحاب الطبيعة الواحدة . ولذلك لم تعترف به الكنيسة القبطية ، التي تعتبر بطريركها الشرعي والذي له نفس الاسم تيموثاوس الثاني (أوريلوس).
في 460 طرد الإمبراطور البطريرك القبطي الميتافيزي تيموثاوس الثاني (أوريلوس) من الإسكندرية وتثبيت الخلقيدوني تيموثاوس الثالث سالوفاكيولوس بطريركا.
في عام 475 ، أدى تمرد إلى عودة تيموثاوس الثاني (أوريلوس) لكنه توفي بعد عامين فقط في عام 477. طرد الإمبراطور خليفته المختار بطرس الثالث (منغوس) وأعاد تيموثاوس الثالث سالوفاكيولوس إلى كرسيه ، وصار علي الكرسي حتى وفاته عام 481.